# 格利澤1061
GJ 1061（Gliese-Jahreiss 1061） 是一颗位于时钟座的红矮星，距离地球约12光年。虽然它离我们非常近，但却非常昏暗，视星等仅为+13等，只能通过中型望远镜才能看到。

## 意义
虽然科学家很久之前就已经知道GJ 1061的自行速度，但一直认为它的距离比现在知道的实际距离要更远。直到1997年，近星研究团体（Research Consortium On Nearby Stars，RECONS）才准确测定它的距离为11.99 ± 0.06光年。它也因此成为目前已经离太阳系第二十近的恒星系统。RECONS也认为在不久的将来仍会有大量类似的临近恒星被发现。

## 特性
GJ 1061是一颗非常小而昏暗的红矮星，质量接近恒星质量的最低极限。估计它的质量只有太阳质量的11.3%，而亮度仅有太阳亮度的0.1%。

## 行星系統
在2019年8月13日, 紅點計劃宣布了一個圍繞格利澤1061恆星運行的行星系統，紅點計劃是用於探測附近紅矮星周圍的類地行星。格利澤1061是一顆不發生耀斑的不變恆星，所以它們仍然保持大氣層的可能性更大。
| 成員 (依恆星距離) | 质量                | 半長軸 (AU) | 轨道周期 (天)       | 離心率 | 傾角 | 半径 |
| ----------------- | ------------------- | ----------- | ------------------- | ------ | ---- | ---- |
| b                 | ≥1.38+0.16 −0.15 M⊕ | 0.021±0.001 | 3.204±0.001         | <0.31  | —    | —    |
| c                 | ≥1.75±0.23 M⊕       | 0.035±0.001 | 6.689±0.005         | <0.29  | —    | —    |
| d                 | ≥1.68+0.25 −0.24 M⊕ | 0.054±0.001 | 13.031+0.025 −0.032 | <0.53  | —    | —    |

### 格利澤1061 c
格利澤1061 c (亦可稱為 GJ 1061 c) 是一顆可能適合居住的系外行星，其軌道運行在其紅矮星母星的宜居帶範圍內。
格利澤1061 c的質量比地球大75%。
這顆行星接收的恆星能量比地球多 35%，平均溫度為 275 K（2 °C；35 °F）。 如果大氣的成分與地球相似，地表的平均溫度會更高，達到 34 °C（307 K；93 °F）。
格利澤1061 c非常靠近其母星，每6.7天圍繞一周，距離僅為0.035天文單位，因此它可能已被潮汐鎖定。

### 格利澤1061 d
格利澤1061 d (亦可稱為 GJ 1061 d) 是一顆可能適合居住的系外行星，主要在其母紅矮星宜居帶範圍內運行。
這顆系外行星的質量比地球大 68%。
這顆行星接收的恆星能量比地球少約 40%，估計平均溫度為 218 K（-55 °C；-67 °F）。 如果大氣層與地球相似，地表的平均溫度將比地球低，約為 250 K（-23 °C；-10 °F）。
格利澤1061 d每13天繞其恆星運行一次，由於其半長軸靠得很近，這顆系外行星很可能被潮汐鎖定。 然而，如果行星的軌道被證實是有高度離心率，那麼可能會使它失去同步，從而使其旋轉中存在非同步平衡狀態，相對於行星的哪一側面向恆星，並且因此它將經歷晝夜循環。